# Nucula izushotoensis
Nucula izushotoensis is een tweekleppigensoort uit de familie van de Nuculidae. De wetenschappelijke naam van de soort is voor het eerst geldig gepubliceerd in 1966 door Okutani.